# Сангар
Сангар (рос. Сангар) — смт у Кобяйському улусі Республіки Сахи Російської Федерації.
Населення становить 3624  особи. Належить до муніципального утворення селище Сангар.

## Географія

### Клімат
| Клімат Сангара            | Клімат Сангара | Клімат Сангара | Клімат Сангара | Клімат Сангара | Клімат Сангара | Клімат Сангара | Клімат Сангара | Клімат Сангара | Клімат Сангара | Клімат Сангара | Клімат Сангара | Клімат Сангара | Клімат Сангара |
| Показник                  | Січ.           | Лют.           | Бер.           | Квіт.          | Трав.          | Черв.          | Лип.           | Серп.          | Вер.           | Жовт.          | Лист.          | Груд.          | Рік            |
| Середній максимум, °C     | −37,3          | −31,3          | −15,9          | −1,4           | 10,4           | 20,6           | 24,1           | 19,9           | 10,1           | −5,2           | −25,6          | −34,7          | −5             |
| Середня температура, °C   | −40,6          | −35,9          | −23,1          | −8,6           | 4,6            | 14,1           | 17,6           | 13,6           | 5,0            | −9,4           | −29,5          | −38,2          | −10            |
| Середній мінімум, °C      | −43,9          | −40,4          | −30,2          | −15,7          | −1,1           | 7,7            | 11,1           | 7,4            | 0,0            | −13,5          | −33,4          | −41,7          | −16            |
| Норма опадів, мм          | 9              | 7              | 6              | 9              | 21             | 40             | 45             | 43             | 30             | 21             | 14             | 11             | 256            |
| ------------------------- | -------------- | -------------- | -------------- | -------------- | -------------- | -------------- | -------------- | -------------- | -------------- | -------------- | -------------- | -------------- | -------------- |
| Джерело: climate-data.org |                |                |                |                |                |                |                |                |                |                |                |                |                |

## Історія
Згідно із законом від 30 листопада 2004 року органом місцевого самоврядування є селище Сангар.

## Населення
| 1939  | 1959  | 1970  | 1979    | 1989    | 2002  | 2009  |
| ----- | ----- | ----- | ------- | ------- | ----- | ----- |
| 2226  | ↗4900 | ↗6685 | ↗10 252 | ↘10 107 | ↘4789 | ↘4118 |
| 2010  | 2011  | 2012  | 2013    | 2014    | 2015  | 2016  |
| ↗4377 | ↘4360 | ↘4215 | ↘4103   | ↘4036   | ↗4049 | ↘3974 |
| 2017  | 2018  |       |         |         |       |       |
| ↘3861 | ↘3799 |       |         |         |       |       |